# Nicklas Bendtner
Nicklas Bendtner (Kopenhagen, 16. siječnja 1988.) umirovljeni je danski nogometaš koji je tijekom karijere igrao na poziciji napadača.
Nogometnu karijeru započinje u rodnoj Danskoj, da bi 2004. godine postao junior Arsenala. Nakon samo dvije godine postao je član prve momčadi, no već ga 2006. godine Wenger šalje na posudbu u Birmingham City. Tijekom jedne sezone koju provodi u Birmingamu, Bendtner je zabilježio 42 nastupa i postigao 11 pogodaka. Godine 2007. vraća se u Arsenal, no ni sada ne dobiva redovitu minutažu jer je dotadašnju legendu, Thierryja Henryja zamijenio mladi Nizozemac Robin van Persie. U ovom se periodu žestoko govorilo o Bendtnerovom mogućem odlasku, no Bendtner je ipak ostao u Arsenalu i tijekom sezone 2009./10. postaje redoviti prvotimac i zamjena za van Persiea u vrhu napada. U kolovozu 2014. godine, Danac prelazi u njemački Wolfsburg. Napadaču danske nogometne reprezentacije uručen je otkaz u njemačkom prvoligašu Wolfsburgu krajem ožujka 2016. godine. Iz Nottingham Foresta je Bendtner prešao u norveški Rosenborg u ožujku 2017. godine, gdje je potpisao trogodišnji ugovor. U Nottinghamshireu je danski reprezentativac nastupio 17 puta te zabio dva gola protiv Newcastle Uniteda u prosincu 2016.
Debi za reprezentaciju imao je 16. kolovoza 2006. u prijateljskoj utakmici protiv Poljske. Imavši tada samo 18 godina, Bendtner je postao sedmi najmlađi igrač koji je debitirao za reprezentaciju. Do sada je skupio preko 70 nastupa i postigao preko 25 pogodaka.

## Vanjske poveznice
- Profil na Transfermarktu
- Profil na Soccerwayu